# Coniothyrium dispersellum
Coniothyrium dispersellum är en svampart som beskrevs av P. Karst. 1884. Coniothyrium dispersellum ingår i släktet Coniothyrium och familjen Leptosphaeriaceae.   Inga underarter finns listade i Catalogue of Life.